# 129P/Shoemaker-Levy
La cometa Shoemaker-Levy 3, formalmente 129P/Shoemaker-Levy, è una cometa periodica del Sistema solare, la terza di nove comete che portano il nome "Shoemaker-Levy" in quanto scoperte da Eugene Shoemaker, Carolyn Jean Spellmann Shoemaker e David Levy. Appartenente alla Famiglia delle comete gioviane nonché alla famiglia di comete quasi-Hilda.